# Unilok
Unilok ist ein Hersteller kleiner Rangiergeräte als Schienen- oder Zweiwegefahrzeuge.

## Geschichte

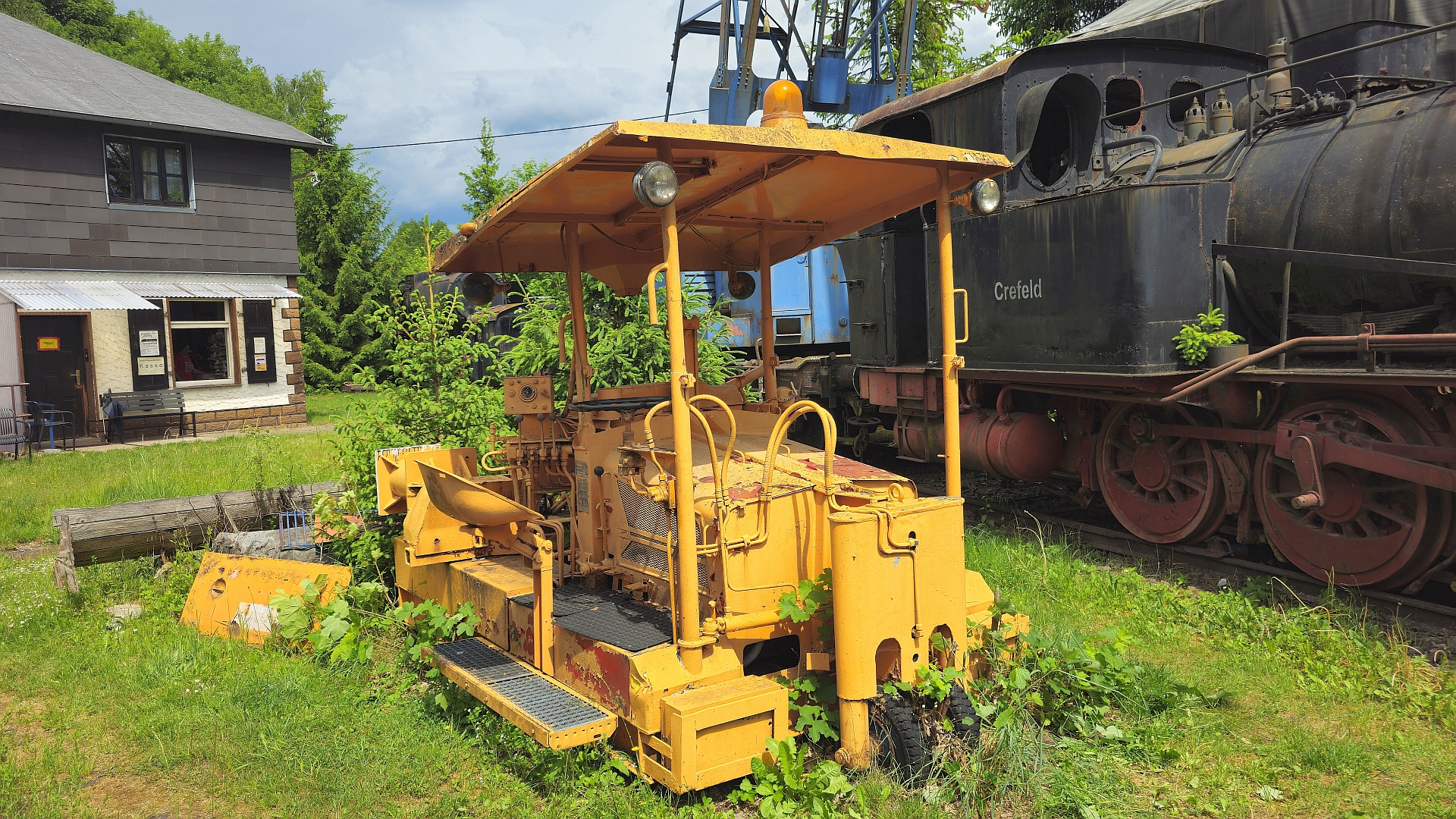
Unilok A2500 im Dampflok-Museum Hermeskeil

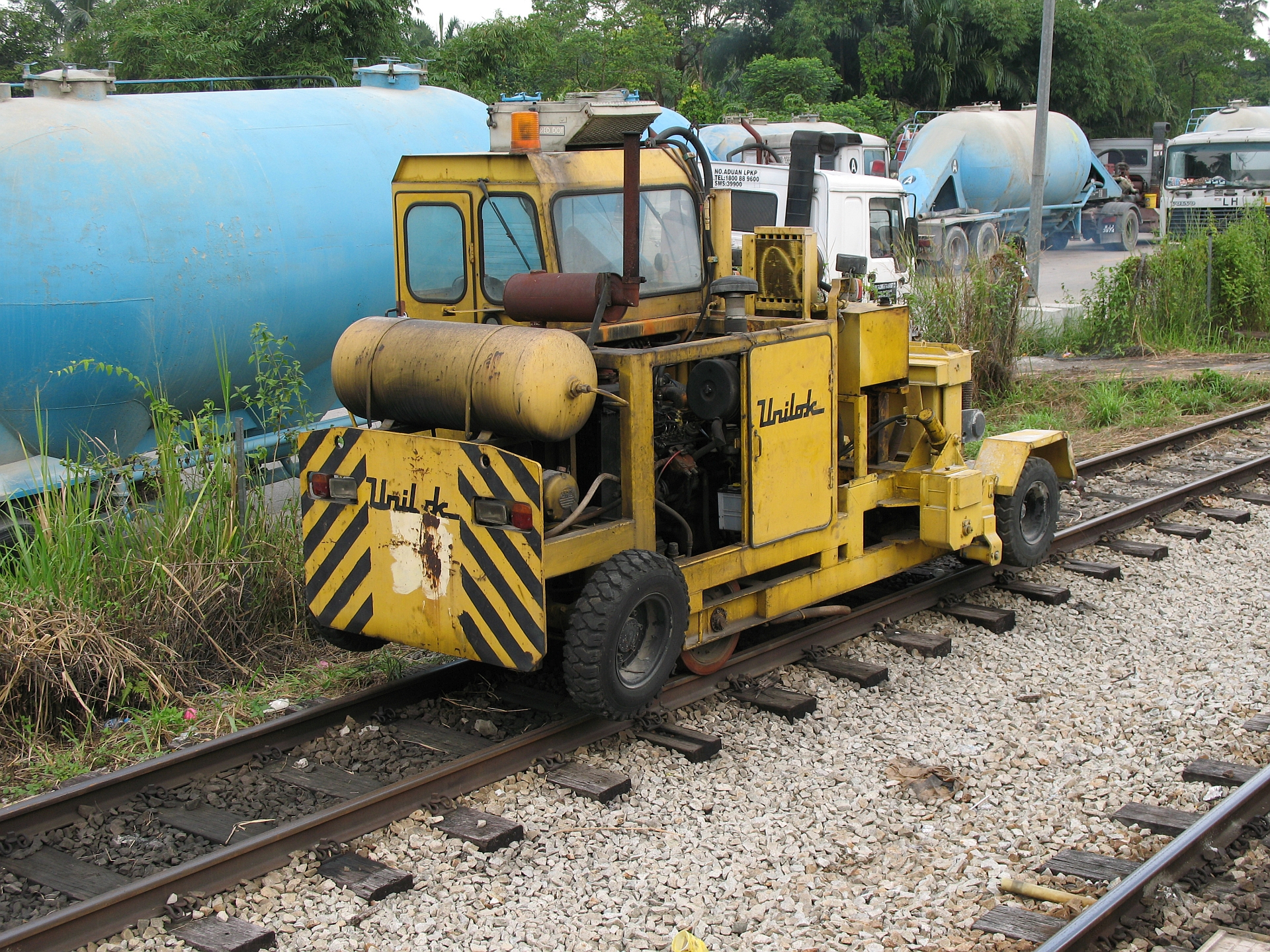
Unilok D125 bei Rawang (Malaysia)

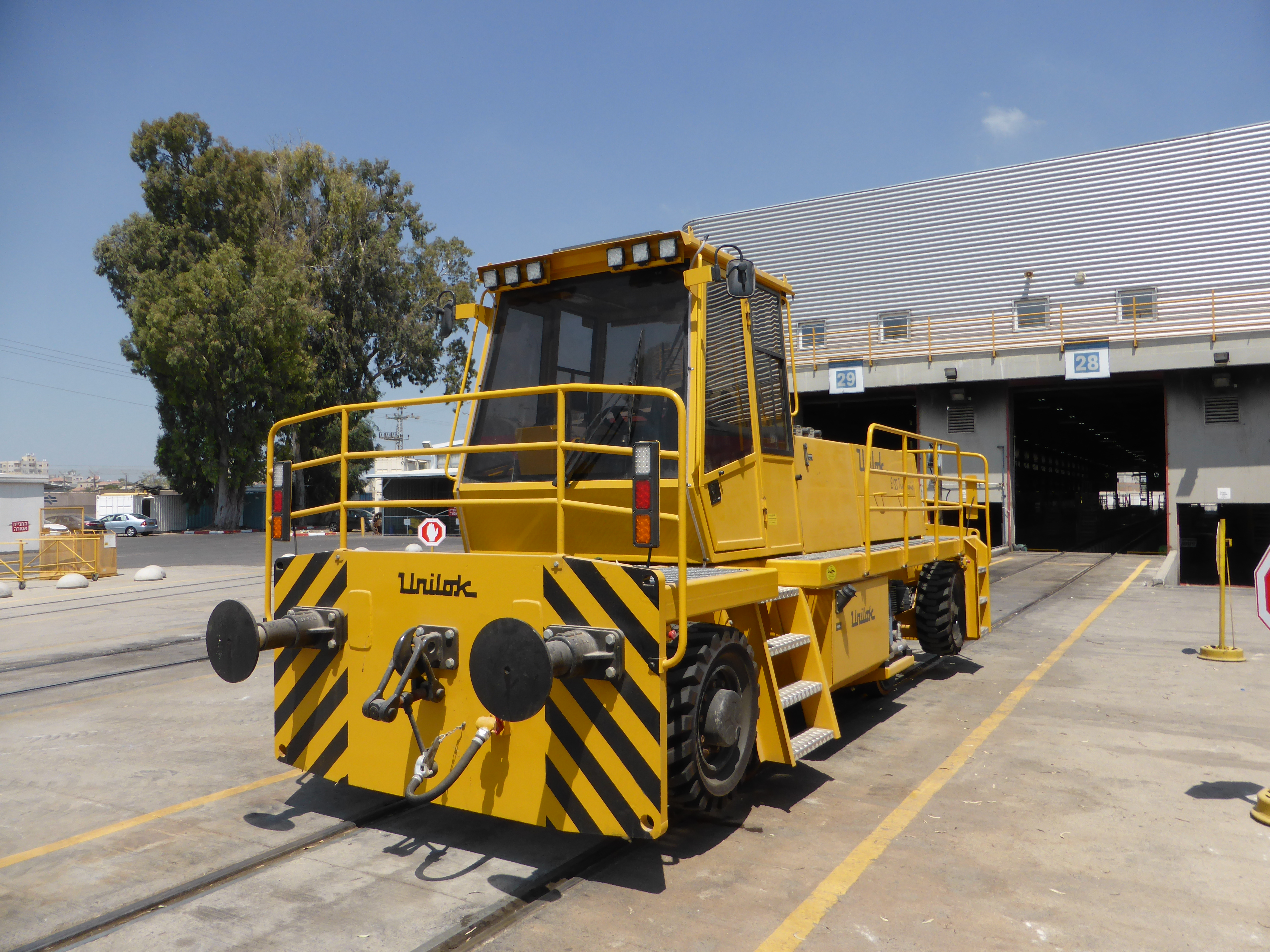
Unilok E55 der Israel Railways in Lod

Das Unternehmen wurde 1954 in Deutschland als Hugo Aeckerle & Co in Hamburg gegründet und verlegte Verwaltung und Produktion im Jahre 1976 nach Galway, Irland. 1978 wurde die Gesellschaft in Deutschland gelöscht. In Irland werden bis heute (Stand 2/2023) unter dem Namen Unilokomotive Ltd. Rangiergeräte und -lokomotiven als Spezialanfertigungen und Maschinen für den Gleisbau gebaut.

## Fertigung
Die Fertigung begann mit sehr leichten, gerade 5 Tonnen wiegenden Rangiergeräten, ausgestattet mit einem VW-Motor.
Inzwischen werden Typen mit bis zu 30 Tonnen und über 200 PS in verschiedenen Spurweiten, optional auch mit Fernbedienung, angeboten. Bis heute wurden über 2000 Fahrzeuge in über 60 Länder geliefert.

## Technik
Aktuell sind im Portfolio sowohl gleisgebundene Rangiergeräte als auch Zweiwegefahrzeuge. Zu den ausschließlich auf Gleisen beweglichen Typen gehören der kleinste, etwa 10 Tonnen schwere und mit einem 140 PS Deutz-Dieselmotor ausgerüstete Typ D 125 – der den seit der Gründung gebauten ersten Maschinen ähnelt – und der A55s. Der größere, knapp 20 Tonnen schwere C55s ist mit bis zu 230 PS starken Motoren lieferbar.
Weiterhin gibt es die Zweiwegefahrzeuge E115 und E55s. Die dieselbetriebenen Fahrzeuge haben hydrostatische Kraftübertragung und sind in unterschiedlichen Spurweiten lieferbar.
Jüngste Entwicklung ist der Akku-Schlepper  C1000e, der bei einem Gewicht von knapp 10 Tonnen eine Anhängelast von 1000 Tonnen bewegen kann. Eine hochkapazitative Batterie erlaubt laut Herstellerangaben einen Betrieb von bis zu fünf Tagen mit einer einzigen Ladung.
Die Zweiwegfahrzeuge können selbstständig aufgegleist werden. Fahrzeuge mit einseitiger Kupplungsmechanik können hydraulisch angehoben und manuell oder automatisiert gedreht werden. Die gummibereiften, einzeln angetriebenen Spezialräder erreichen viel höhere Reibungswerte als bei herkömmlichen Rad-Schiene-Rangierloks. Zur weiteren Erhöhung des Reibungsgewichtes konnte mittels eines patentierten Systems Gewicht des angekoppelten Waggons übernommen werden.

## Verbleib
Auch an Kunden in Deutschland gab es vor dem Umzug der Firma nach Irland zahlreiche Lieferungen. Ein größeres Los ging im Jahre 1969 an die Maxhütte in Sulzbach-Rosenberg. Ältestes erhaltenes Exemplar wäre eine in den 1990er-Jahren außer Dienst gestellte, im Jahr 1965 nach Irland gelieferte Maschine, sollte sie noch existieren. Älteste in Deutschland erhaltene Unilok wäre eine an die Walterscheid in Trier/Pfalzel gelieferte Maschine (Unilok Nr. A213, Baujahr um 1966, Typ A 2500), die noch im Jahre 2013 im Eisenbahnmuseum Hermeskeil vorhanden war. Um die Jahrtausendwende soll das an die Papierfabrik in Frankeneck gelieferte Rangiergerät (Unilok Nr. 633, Baujahr um 1970) verschrottet worden sein. Bei den Eisenbahnfreunden Mittelholstein e. V. (früher Eisenbahnfreunde Elmshorn e. V.) ist eine der früheren, kleineren Typen (Unilok Nr. 1901, Baujahr 1974, A 4000) mit einem VW-Käfer Motor mit 50 PS, die an die Stahlwerke Peine-Salzgitter in Hamburg geliefert worden war, erhalten geblieben. Sie war zuvor längere Zeit bei den Eisenbahnfreunden Uetersen-Tornesch hinterstellt. Ebenso soll eine der frühen E 55 Typen (Unilok Nr. 4001, Baujahr 1988), welche von der Firma Unitas Warenhandel auf der Internationalen Verkehrsausstellung IVA in Hamburg gezeigt worden war, nach verschiedenen Einsätzen bei den Dampflokfreunden Salzwedel erhalten sein. Die Sammlung ist heute in Wittenberge (Elbe).